# Col·lectivitat europea d'Alsàcia
La col·lectivitat europea d'Alsàcia (en francès: Collectivité européenne d'Alsace; en alsacià: D'Europäischa Gebiatskärwerschàft Elsàssest) és una col·lectivitat territorial d'estatut particular de França, dins la regió Gran Est, que agrupa els departaments del Baix Rin i l'Alt Rin. Es va crear per decret el 27 de febrer de 2019, amb efectes a partir del primer de gener de 2021. La capital és Estrasburg. La seva població és de 1 916 992 habitants.
El seu estatut estableix que la col·lectivitat comprèn dues circumscripcions administratives que corresponen als dos antics departaments, cadascuna amb el seu prefecte i els seus serveis descentralitzats de l'Estat. Les úniques diferències amb els consells departamentals clàssics són:
- una assemblea anomenada consell departamental d'Alsàcia (amb seu a Colmar) que reuneix els elegits per cantons en els dos departaments;
- competència ampliada sobre les carreteres (departamentals, i fins i tot «nacionals» i autopistes);
- competències respecte a les relacions transfrontereres amb Alemanya i Suïssa: ensenyament bilingüe, etc.